# فيليب ك. ألين
فيليب ك. ألين (بالإنجليزية: Philip K. Allen)‏ هو سياسي أمريكي، ولد في 3 يناير 1910، وتوفي في 1 مارس 1996. حزبياً، نشط في الحزب الجمهوري.